# Balanjar

Kaukasus im Jahr 740

Balanjar (auch: Balangschar, Baranjar, Belenjer, Belendzher, Bülünjar) war im Mittelalter eine Stadt im nördlichen Kaukasus zwischen den Städten Samandar und Derbent und kurzzeitig die Hauptstadt des Chasarenreichs. Die Stadt lag am unteren Lauf des Flusses Sulak, wo sie zwischen dem 7. und 10. Jahrhundert florieren konnte. Nach den arabischen Chronisten Ibn al-Faqih und Abu-al-Fida hieß der sagenumwobene Gründer der Stadt Balanjar ibn Yafith. 

## Unter chasarischer Herrschaft
Balanjar war eine große Festung, welche den Zugang zum fruchtbaren Sulak-Tal schützte. Die Befestigungsanlagen umfassten aus Ziegeln und Stein erbaute Mauern mit Schutzgraben. Die Stadt selbst erstreckte sich auf über 160.000 Quadratmeter, was zu dieser Zeit eine nicht unbeträchtliche Größe darstellte. Die Wohnhäuser bestanden aus Lehm und Flechtwerk, welche jeweils mit Gräben, die für die Aufbewahrung von Getreide und anderen Vorräten genutzt wurden, voneinander getrennt waren. In der Stadt befanden sich verschiedene Handwerkstätten, darunter einige Töpfereien, eine Metallverarbeitung und sogar eine Juwelierproduktion.
Die umliegenden Gräber der Stadt geben Aufschluss über die kulturelle Vielfalt der Stadt. Ältere Gräber unterhalb von Hügelaufschüttungen und in diversen Katakomben gehen vermutlich auf Alanen und auf Sawiren und andere Turkstämme zurück. Aus chasarischer Zeit lassen sich zudem Reste zweier kleiner Kirchen aus dem 8. Jahrhundert finden. Wenigstens eine Minderheit der Bevölkerung muss daher bereits christlich gewesen sein, auch wenn die chasarische Oberschicht später wahrscheinlich zum Judentum konvertierte. 
Balanjar war die Hauptstadt der Chasaren, bis diese in den 720er Jahren nach Samandar und noch später nach Atil verlegt wurde. Dies geschah auch in Anbetracht der militärischen Konflikte zwischen Chasaren und dem umayyadischen Kalifat, in welchen Balanjar einen Brennpunkt der Konflikte darstellte.